# Saint-Martin-de-Bréthencourt
Saint-Martin-de-Bréthencourt – miejscowość i gmina we Francji, w regionie Île-de-France, w departamencie Yvelines.
Według danych na rok 1990 gminę zamieszkiwały 504 osoby, a gęstość zaludnienia wynosiła 30 osób/km² (wśród 1287 gmin regionu Île-de-France Saint-Martin-de-Bréthencourt plasuje się na 806. miejscu pod względem liczby ludności, natomiast pod względem powierzchni na miejscu 126.).